# Az einsteinium izotópjai
Az einsteiniumnak (Es) nincs stabil izotópja, így standard atomtömege nem adható meg.

## Táblázat
| Az izotóp jele | Z(p)                | N(n)                | Az izotóp tömege (u) | felezési idő        | magspin | jellemző izotóp- összetétel (móltört) | természetes ingadozás (móltört) |
| Az izotóp jele | gerjesztési energia | gerjesztési energia | gerjesztési energia  | felezési idő        | magspin | jellemző izotóp- összetétel (móltört) | természetes ingadozás (móltört) |
| -------------- | ------------------- | ------------------- | -------------------- | ------------------- | ------- | ------------------------------------- | ------------------------------- |
| 240Es          | 99                  | 141                 | 240,06892(43)#       | 1# s                |         |                                       |                                 |
| 241Es          | 99                  | 142                 | 241,06854(24)#       | 10(5) s [8(+6−5) s] | (3/2−)  |                                       |                                 |
| 242Es          | 99                  | 143                 | 242,06975(35)#       | 13,5(25) s          |         |                                       |                                 |
| 243Es          | 99                  | 144                 | 243,06955(25)#       | 21(2) s             | 3/2−#   |                                       |                                 |
| 244Es          | 99                  | 145                 | 244,07088(20)#       | 37(4) s             |         |                                       |                                 |
| 245Es          | 99                  | 146                 | 245,07132(22)#       | 1,1(1) perc         | (3/2−)  |                                       |                                 |
| 246Es          | 99                  | 147                 | 246,07290(24)#       | 7,7(5) perc         | 4−#     |                                       |                                 |
| 247Es          | 99                  | 148                 | 247,07366(3)#        | 4,55(26) perc       | 7/2+#   |                                       |                                 |
| 248Es          | 99                  | 149                 | 248,07547(6)#        | 27(5) perc          | 2−#,0+# |                                       |                                 |
| 249Es          | 99                  | 150                 | 249,07641(3)#        | 102,2(6) perc       | 7/2+    |                                       |                                 |
| 250Es          | 99                  | 151                 | 250,07861(11)#       | 8,6(1) óra          | (6+)    |                                       |                                 |
| 250mEs         | 200(150)# keV       | 200(150)# keV       | 200(150)# keV        | 2,22(5) óra         | 1(−)    |                                       |                                 |
| 251Es          | 99                  | 152                 | 251,079992(7)        | 33(1) óra           | (3/2−)  |                                       |                                 |
| 252Es          | 99                  | 153                 | 252,08298(5)         | 471,7(19) nap       | (5−)    |                                       |                                 |
| 253Es          | 99                  | 154                 | 253,0848247(28)      | 20,47(3) nap        | 7/2+    |                                       |                                 |
| 254Es          | 99                  | 155                 | 254,088022(5)        | 275,7(5) nap        | (7+)    |                                       |                                 |
| 254mEs         | 84,2(25) keV        | 84,2(25) keV        | 84,2(25) keV         | 39,3(2) óra         | 2+      |                                       |                                 |
| 255Es          | 99                  | 156                 | 255,090273(12)       | 39,8(12) nap        | (7/2+)  |                                       |                                 |
| 256Es          | 99                  | 157                 | 256,09360(11)#       | 25,4(24) perc       | (1+,0−) |                                       |                                 |
| 256mEs         | 0(100)# keV         | 0(100)# keV         | 0(100)# keV          | 7,6 óra             | (8+)    |                                       |                                 |
| 257Es          | 99                  | 158                 | 257,09598(44)#       | 7,7(2) nap          | 7/2+#   |                                       |                                 |
| 258Es          | 99                  | 159                 | 258,09952(32)#       | 3# perc             |         |                                       |                                 |

## Fordítás
Ez a szócikk részben vagy egészben az Isotopes of einsteinium című angol Wikipédia-szócikk ezen változatának fordításán alapul.  Az eredeti cikk szerkesztőit annak laptörténete sorolja fel. Ez a jelzés csupán a megfogalmazás eredetét és a szerzői jogokat jelzi, nem szolgál a cikkben szereplő információk forrásmegjelöléseként.